# Sălard, Mureș
Sălard (în maghiară Szalárdtelep) este un sat în comuna Lunca Bradului din județul Mureș, Transilvania, România.